# Telmatoscopus carpathicus
Telmatoscopus carpathicus är en tvåvingeart som beskrevs av Jezek 1989. Telmatoscopus carpathicus ingår i släktet Telmatoscopus och familjen fjärilsmyggor. Inga underarter finns listade i Catalogue of Life.